# Concerto per violino e orchestra n. 4 (Paganini)
Il Concerto per violino n. 4 in re minore è un concerto di Niccolò Paganini composto nell'autunno del 1829.

## Storia
Il concerto fu eseguito per la prima volta in Germania, dove era stato composto mentre Paganini era in tournée.. La prima "ufficiale" fu a Francoforte sul Meno il 26 aprile 1830. A detta di Louis Spohr, il concerto "un po' affascina e un po' respinge", e lo considerò un misto di "genio, infantilismo e mancanza di gusto".
Paganini custodiva personalmente il manoscritto, portandolo con sé nei suoi viaggi. Dopo la sua morte, un commerciante acquistò nel 1936 la partitura dai discendenti di Paganini. La partitura orchestrale fu poi acquistata da Natale Gallini, ma nel frattempo la parte del violino solista era scomparsa. Gallini cercò la parte mancante, e alla fine la trovò in una raccolta di musica che era appartenuta a Giovanni Bottesini, il famoso virtuoso italiano del contrabbasso. Gallini consegnò poi la partitura musicale completa al figlio, il direttore d'orchestra Franco Gallini. L'opera ricevette la sua "seconda prima mondiale" il 7 novembre 1954, a Parigi, eseguita da Arthur Grumiaux.

## Forma
Il concerto segue la forma standard composta da tre movimenti, veloce - lento - veloce, resa popolare da Antonio Vivaldi tra la fine del XVII e l'inizio del XVIII secolo.

### I. Allegro maestoso
Il movimento modula da Re minore a Fa maggiore, a La minore, a Re minore, a Re maggiore. Inizia con un potente tema beethoveniano somigliante in maniera sorprendente al terzo movimento del Concerto per violino n. 6 di Antonio Vivaldi.

### II. Adagio flebile con sentimento (attacca)
Il secondo movimento è in fa diesis minore. La sezione centrale di questo movimento consiste in un dialogo tra il solista e l'orchestra, seguito da una ripetizione dell'assolo di apertura, poco variato rispetto alla presentazione originale. Il movimento termina con una coda, utilizzando bassi ostinati e terze di violino.
Al termine del movimento Paganini scrive "attacca", cioè suona subito il movimento successivo, senza pausa.

### III. Rondò Galante. Andantino Gaio
Il finale è in re minore, con una sezione centrale in si bemolle maggiore.

## Registrazioni
- Aldo Ferraresi con Franco Gallini alla direzione della Orchestra RAI di Milano (Rhine Classics) registrazione 1963, edita nel cd 3 del cofanetto dedicato a Aldo Ferraresi 2016.
- Salvatore Accardo con Charles Dutoit alla direzione della London Philharmonic Orchestra (Deutsche Grammophon) 437210[1]
- Arthur Grumiaux con Franco Gallini che dirige l'Orchestre des Concerts Lamoureaux (Philips LC3143) (1954)
- Ruggiero Ricci,con Piero Bellugi e la Royal Philharmonic Orchestra (Unicorn Records),1970.
- Henryk Szeryng, con Alexander Gibson alla guida della London Symphony Orchestra (Philips Classics) 446 572-2, registrato nel 1976 e trasferito in formato ADD nel 1995
- Gidon Kremer con Riccardo Muti alla direzione della Filarmonica di Vienna, registrato nel 1995, (Philips) 446718
- Uto Ughi con Orchestra da camera di Santa Cecilia,1995 (BMG)
- Alexei Gorokhov con Zakhary Kozharsky alla direzione dell'Orchestra da Camera del Teatro dell'Opera di Shevchenko, Kiev